# Póntioi
Póntioi är en ort i Grekland.   Den ligger i prefekturen Nomarchía Anatolikís Attikís och regionen Attika, i den östra delen av landet, 40 km norr om huvudstaden Aten. Póntioi ligger 72 meter över havet och antalet invånare är 308.
Terrängen runt Póntioi är kuperad söderut, men norrut är den platt. Havet är nära Póntioi åt nordost. Runt Póntioi är det ganska tätbefolkat, med 93 invånare per kvadratkilometer. Närmaste större samhälle är Ágios Stéfanos, 18,3 km söder om Póntioi. 